# Добра долина
„Добра долина” је југословенски и македонски ТВ филм из 1973. године. Режирао га је Стево Црвенковски који је написао и сценарио.

## Улоге
| Глумац                    | Улога |
| ------------------------- | ----- |
| Киро Ћортошев             |       |
| Ацо Стефановски           |       |
| Предраг Дишљенковић       |       |
| Петре Арсовски            |       |
| Димитар Станковски        |       |
| Благоја Спиркоски Џумерко |       |
| Драги Костовски           |       |
| Сабина Ајрула             |       |
| Ружа Мушовска             |       |
| Стојка Цекова             |       |

Остале улоге ▼
| Глумац              | Улога |
| ------------------- | ----- |
| Катина Иванова      |       |
| Марко Арсовски      |       |
| Гојко Шкарић        |       |
| Славе Билбил        |       |
| Младен Крстевски    |       |
| Иван Митевски       |       |
| Стево Црвенковски   |       |
| Бошко Костадиновски |       |